# HD 152293
HD 152293，又名CD-4211642，SAO 227392、HR 6266，是一颗恒星，视星等为5.88，位于銀經342.99，銀緯0.73，其B1900.0坐标为赤經16h 47m 23s，赤緯-42° 0.73′ 48″。